# Jovita Luna
María Eugenia Luna (11 de junio de 1924, Buenos Aires, Argentina - 12 de enero de 2006, Buenos Aires, Argentina), más conocida como Jovita Luna, fue una cantante, vedette y actriz argentina.

## Biografía
Inició su carrera artística en la popular Pandilla Marilyn en 1932, junto a Nelly Prince y Alba Solís. Luego, ya más grande, incursionó en el teatro de revistas como vedette y cancionista, encabezando con Beba Bidart y Nélida Roca. En 1941, a través de la compañía EPT, interpretó a Palomita integrando el dúo "Las Palomitas" en el dramático romance Joven, viuda y estanciera, con dirección y guion de Luis José Bayón Herrera y la protagonización de Mecha Ortiz. La trama indicaba que Elena (Ortiz) va a regresar a su casa de campo y se enfrenta a León (Santiago Arrieta) y la persona a cargo de la finca (Santiago Gómez Cou) que luchan por ganarse su amor.
En 1951 se destacó en los cuadros musicales que incluía El patio de la morocha, o también conocida como Arriba el telón, film basado en un tango de Mariano Mores y Cátulo Castillo, que también fueron los guionistas. En esta década actuó en Francia, Italia y Brasil, interpretando tangos y participando de forma protagónica en music-halls, que la consagraron y la convirtieron en una referente de ellos. También desarrolló una gran trayectoria teatral, en obras como Dos corazones (1944), en el Teatro Presidente Alvear, La historia del sainete (1946), con Malvina Pastorino, El otro yo de Marcela (1962), en el Teatro El Nacional, Luces de Buenos Aires (1969), de Hugo del Carril, Promesas, promesas (1972), en el Teatro Odeón, La vera historia de Salomé (1972), en el Teatro General San Martín, Los vecinos de Corrientes (1974), con el cómico Pablo Palitos, Chicago (1977), donde encarnó a Mamá Morton en el Teatro El Nacional, con Àmbar la Fox, Nélida Lobato y Juan Carlos Thorry, Violado y abandonado (1981), en el Teatro Maipo, Annie (1982), en el Teatro Buenos Aires, entre otras.
En 1962 compuso a Dancer en Diferente, auspiciada por Àguila Films. En 1971 fue contratada para cantar en Argentinísima, versión cinematográfica del programa emitido por Crónica TV con Julio Mahárbiz, quien a su vez se encargó de presentar la película. Dentro del elenco se encontraba Atahualpa Yupanqui, Mercedes Sosa, Eduardo Falú, Astor Piazzolla y Norma Viale bajo la dirección musical de Oscar Cardozo Ocampo; pero este sería la última intervención cinematográfica de Luna. En 1985 cumplió su labor televisiva más importante en Coraje mamá, interpretnado a Catalina al lado de María Aurelia Bisutti, y en 1986 colaboró con el espectáculo mundial Tango Argentino, que se presentó en diversos países incluido Estados Unidos. En 1993, cumpliéndose siete años, se llevó a cabo en Francia junto al Sexteto Mayor, el Dúo Salgán-De Lio, y voces como las de Roberto Goyeneche, María Graña, que hicieron historia, acompañados por la coreografía creada por Juan Carlos Copes, que ponía al público europeo a los pies del recordado Virulazo. Luego, continuó en Italia, y más tarde retornó a París.
Con escasas presentaciones especiales, y algunas notas periodísticas, Jovita Luna se retiró de la actividad artística. Falleció a los 81 años el 12 de enero de 2006, al ser encontrada sin vida por sus familiares debido a su edad avanzada. La noticia fue confirmada por la agencia DYN, y sus restos fueron velados en la cochería San Jorge e inhumados en el Panteón de la Asociación Argentina de Actores del cementerio de la Chacarita.

## Filmografía
- Argentinísima (1972)
- Diferente (1962)
- La mano que aprieta (1953)
- El patio de la morocha (1951)
- Joven, viuda y estanciera (1941)

## Teatro
- 1946: La historia del sainete, estrenada en el Teatro Presidente Alvear. Con la Compañía Argentina de Espectáculos Cómicos Alberto Anchart.

- Los vecinos de Corrientes (1974), con Jorge Perez Evelyn, Juan Carlos Próspero, Silvia Cramer, Dolores De Cicco, Jovita Luna, Enrique Massari, Pocho Navarro, Pablo Palitos y Estrella Rivera.